# او-۵۷۵
او-۵۷۵ (به آلمانی: U 575) یک او-بوت گونه ۷سی بود که ساخت آن سال ۱۹۴۱ تکمیل شد و در جریان جنگ جهانی دوم در کریگس‌مارینه خدمت کرد.

## تاریخچه عملیاتی
او-۵۷۵ به فرماندهی ناوسروان گونتر هایدِمان روز ۱۰ دسامبر سال ۱۹۴۲ از لوریان راهی دریا شد. بروز مشکل فنی و رخنه آب از پریسکوپ، آن را وادار به بازگشت کرد. تحقیقات اولیه احتمال خرابکاری را زیاد می‌دانست. در نهایت چیزی با قطعیت مشخص نشد اما با نگرانی از امکان وجود آسیب‌های بیشتر، دستور بررسی دقیق او-بوت داده شد. این فرایند یک هفته به طول انجامید. پس از حرکت مجدد، جنوب آزور بود که گزارش او-۵۱۴ را از مشاهده کاوران تی‌ام ۱، دریافت کرد. هایدمان بلافاصله سرعت را افزایش داد و به سمت موضع اعلام‌شده رفت. او-۵۷۵ شب ۸ ژانویه سال ۱۹۴۳ به کاروان مورد نظر رسید. تا این زمان کاروان از پیش مورد حمله چند او-بوت‌های دیگر قرار گرفته بود و نیروی محافظت آن در آماده‌باش کامل بود. ناوچه سبک پیمپرنِل با ادوات شنود وجود او-۵۷۵ را در فاصله حدود دو کیلومتری در جانب راست پشت کاروان شناسایی کرد. شلیک منور موجب دیده شدن او-بوت بر روی سطح شد. تنها یک گلوله از توپ خودکار ۴ اینچی ناوچه شلیک شده بود که هایدمان با شیرجه ناگهانی به زیر آب رفت. ناوچه با رهگیری صوتی او-بوت، به بالای محل شیرجه آمد و ده خرج عمقی پرتاب کرد. مدتی کوتاهی بعد اتصال صوتی قطع شد اما ناوچه به گشتن به دنبال او-بوت در ناحیه ادامه داد. نیم ساعت بعد دوباره رد او-۵۷۵ زده شد و ناوچه به سرعت چندین خرج عمقی دیگر بر روی آن انداخت. پس رهاسازی آخرین خرج عمقی صدای انفجار بزرگی از زیر آب شنیده شد. اتصال صوتی برای چند دقیقه دیگر همچنان برقرار بود تا این که به مرور ضعیف شد. تصور می‌شد ناوچه توانسته است او-بوت را غرق کند اما فرصتی برای حصول تأیید برای آن وجود نداشت. پیمپرنِل به سمت کاروان بازگشت. این بار تجهیزات رادار آن، احتمالاً در اثر خرج عمقی‌های خودش، از کار افتاده بود. او-۵۷۵ مدتی بعد دوباره سعی کرد به کاروان نزدیک شود و حمله‌ای صورت دهد اما این بار هم شناسایی و وادار به عقب‌نشینی شد.